# Valentinas Mikelėnas
Valentinas Mikelėnas (ur. 6 kwietnia 1958) – litewski prawnik, były sędzia Sądu Najwyższego, cywilista, wykładowca na Uniwersytecie Wileńskim. Stał na czele komisji, która opracowała Kodeks Cywilny Litwy w 1991.